# 埃爾姆斯鎮區 (北達科他州博蒂諾縣)
埃爾姆斯鎮區（英語：Elms Township）是位於美國北達科他州博蒂諾縣的一個鎮區。

## 地方資料
埃爾姆斯鎮區的面積為93.14平方千米，當中陸地面積為93.10平方千米，而水域面積為0.04平方千米。根據2010年美國人口普查的數據，當地共有人口57人，而人口密度為每平方千米0.61人。